# Bosznia-Hercegovina Köztársaságának Hadserege

Bosznia-Hercegovina Köztársaságának Hadserege (szerbhorvátul: Armija Republike Bosne i Hercegovine, ARBiH) Bosznia-Hercegovina Köztársaságának hivatalos fegyveres ereje volt a boszniai háború ideje alatt. A háború és az 1995-ös daytoni békeszerződés aláírása után az ARBiH-ot a Bosznia-Hercegovina Föderációjának Hadseregébe olvasztották.

## Története
Bosznia-Hercegovina Köztársaságának Hadserege a boszniai háború korai időszakában, 1992. április 15-én alakult meg. Az ABiH hivatalos létrejötte előtt számos irreguláris és civil védelmi csoport létezett. A Patriotska Liga (Hazafias Liga) és a Bosznia-Hercegovina Köztársaságának Területvédelmi Ereje (TOBiH) a hivatásos hadsereget, még az irregulárisokat a Zelene Beretke (Zöld Sapkások) és a Crni Labudovi (Fekete Hattyúk) alkották.
A hadsereget szegényes körülmények között szervezték meg és fegyveres utánpótlás korlátozásától szenvedett. Tankokban és egyéb nehézfegyverzetben szenvedtt hiányt. A hadsereg főparancsnoka Sefer Halilović volt.

### 1992
1992 közepére, Bosznia területének 70% a JNA (Jugoszláv Néphadsereg), majd a VRS (Boszniai Szerb Köztársaság Hadserege) irányítása alá került. Szarajevó ostrom alatt állt, az ARBiH pedig könnyűfegyverzettel védte a várost. A védőket körbezárták, az utánpótlás nehézkes, szinte lehetetlen volt.

### 1993
1993-ban a szerbek elleni frontvonalakon nem történtek nagyobb változások. E helyett, ezt az évet a közép-boszniai horvát-muzulmán konfliktus kezdete jelölte meg. A HVO (Horvát Védelmi Tanács) kezdetben Boszniát védte a szerbekkel szemben, majd az ARBiH ellen fordult. Széles körben elfogadott nézet az, hogy ez a Karađorđevo-i egyezmény miatt történt, melyet Slobodan Milošević és Franjo Tuđman elnökök kötöttek meg, hogy Boszniát felosszák Szerbia és Horvátország között.